# Apellidos en España

Escudo del apellido López.

Escudo del apellido Aguirre.

Escudo del apellido Sánchez.

En España a lo largo del tiempo han ido constituyéndose numerosas familias (hidalgas, nobles, campesinas, urbanas, aristocráticas) que han ido nombrándose con diversos apellidos, aunque su sistema de apellidar a las personas se adoptó legalmente en 1870, según la tradición de usar dos apellidos; uno paterno y uno materno.
Los primeros registros sobre los apellidos en España se remontan al último tercio del siglo IX, cuando se formaban por derivación del nombre del padre o de un antecesor del portador en las clases nobles. Esta costumbre se fue extendiendo hacia todas las clases sociales décadas más tarde. Para la segunda mitad del siglo XII empiezan a utilizar términos con los que designar linajes concretos utilizando para ello su lugar de origen o de señorío; entre los siglos XIV y XVI se comenzó a utilizar el patronímico como una prolongación del nombre, independientemente de cuál sea el nombre del padre, y se basa en imponer a cada recién nacido el patronímico de la persona en cuyo honor se le ha puesto el nombre.
Con la conquista y colonización hispánica de América, se fueron instalando varias familias en las colonias cuyos registros fueron multiplicándose. En la década de 1990, se promulgó una nueva legislación que permitía la alteración del orden de los apellidos en España con la intención de acomodar la igualdad de derechos entre hombre y mujer.